# Badolatosa (kommunhuvudort)
Badolatosa är en kommunhuvudort i Spanien.   Den ligger i provinsen Provincia de Sevilla och regionen Andalusien, i den södra delen av landet, 400 km söder om huvudstaden Madrid. Badolatosa ligger 225 meter över havet och antalet invånare är 3 184.
Terrängen runt Badolatosa är platt österut, men västerut är den kuperad. Badolatosa ligger nere i en dal. Runt Badolatosa är det ganska tätbefolkat, med 75 invånare per kvadratkilometer. Närmaste större samhälle är Puente Genil, 12,3 km nordväst om Badolatosa. Trakten runt Badolatosa består till största delen av jordbruksmark.